# Nefertitatjenen
Nefertitatjenen (... – Tebe, ...; fl. XX secolo a.C.) è stata una sovrana consorte egizia, la prima del medio regno e della XII dinastia. Fu consorte del faraone Amenemhat I.